# Ferredossina-NADP+ reduttasi
La ferredossina-NADP+ reduttasi è un enzima appartenente alla classe delle ossidoreduttasi, che catalizza la seguente reazione:
2 ferredossina ridotta + NADP+ + H+ ⇄ 2 ferredossina ossidata + NADPH
L'enzima è una flavoproteina che è in grado di ridurre anche la flavodossina.